# فيتيشيناو
فيتيشيناو (بالألمانية: Wittichenau) هي بلدة ألمانية تقع في ساكسونيا في ألمانيا. يقدر عدد سكانها بـ 6,168 نسمة .

## المدن التوأمة
مدن Tanvald، باد هونيف و Lubomierz هي مدن توأمة لفيتيشيناو.